# 洛阳日报
《洛阳日报》是中华人民共和国河南省洛阳市境内的一份市级报纸，接受洛阳日报社的直接领导和中共洛阳市委宣传部的指导，历经三次停刊又三次复刊。《洛阳日报》的最早历史可以溯源到1948年4月9日创刊出版的《新洛阳报》，《新洛阳报》是中共在河南省最早创办的党报。《洛阳日报》有姊妹报《洛阳晚报》。

## 历史
1988年7月，洛阳日报社建成亚太地区首个新闻数字卫星地面接收站，《洛阳日报》可以及时的接收到新华社的讯息。
1989年，《洛阳日报》开始采用电子照排技术。
1997年10月，洛阳日报社设立了洛阳新闻网，洛阳新闻网的大部分信息来自《洛阳日报》。